# لوبوش ميخيل
لوبوش ميخيل (بالسلوفاكية: Ľuboš Micheľ)‏، من مواليد 16 مايو 1968، حكم كرة قدم سلوفاكي دولي.
حكم نهائي كأس الاتحاد الأوروبي في عام 2003 بين نادي بورتو ونادي سيلتك، وحكم في كأس العالم لكرة القدم 2002 وكأس العالم لكرة القدم 2006، وحكم كذلك في كأس الأمم الأوروبية لكرة القدم 2004.
و نهائي دوري أبطال أوروبا عام 2008 بين مانشستر يونايتد وتشيلسي والذي انتهى بفوز مانشستر بضربات الترجيح. لوبوش ميخيل أصبح الحكم الثاني في تاريخ نهائي هذه البطولة الذي يشهر البطاقة الحمراء وكان ذلك في وجه لاعب تشيلسي ديديه دروغبا بعد صفعه للاعب مانشتر نيمانيا فيديتش في الدقيقة 116 من الوقت الإضافي.

## روابط خارجية
- لوبوش ميخيل على موقع Soccerway.com (الإنجليزية)
- لوبوش ميخيل على موقع أوليمبيديا (الإنجليزية)